# Postel Sport FC
Der Postel Sport FC ist ein Fußballverein aus Porto-Novo, Benin. Er trägt seine Heimspiele im Stade Charles de Gaulle aus.
Der Verein spielt aktuelle in der Benin First Division und konnte Anfang der 90er Jahre einige Erfolge feiern. Bereits 1974 stand man im Benin Cup Finale, unterlag dort aber den Stadtrivalen Entente Sportive Porto-Novo. Dennoch qualifizierte man sich für den afrikanischen Wettbewerb, wo sie aber bereits in der ersten Spielrunde scheiterten. 1991 gewann man seinen bisher einzigen Titel, indem man die nationale Meisterschaft überraschen gewinnen konnte. 1993 stand man erneut im Benin Cup Finale, unterlag dort Locomotive Cotonou. Da das Team aus Cotonou auf die Teilnahme am afrikanischen Wettbewerb verzichtete, nahm der Klub an diesen Wettbewerb teil.

## Statistik in den CAF-Wettbewerben
| Wettbewerb                    | Runde         | Gegner                  | Hinspiel | Rückspiel |  |
| ----------------------------- | ------------- | ----------------------- | -------- | --------- |  |
|                               |               |                         |          |           |  |
| African Cup Winners’ Cup 1975 | 1. Runde      | AS Tempête Mocaf Bangui | 1:0 (H)  | 0:3 (A)   |  |
| CAF Champions Cup 1992        | Qualifikation | Sahel SC                | 1:2 (A)  | 1:2 (H)   |  |

- 1994: Der Verein verzichtete nach der Auslosung auf die Teilnahme am Wettbewerb.